# 蟹江一平
蟹江一平（1976年6月8日—）是一名日本男演員，所屬剧团為青年座。

## 人物經歷
父親為巳故演員蟹江敬三（1944年10月28日－2014年3月30日）、姊姊則是文學座所屬的女演員栗田桃子。
蟹江一平在小時候由於父親蟹江敬三長年在電影中出演奸角，因此受到了朋輩的欺凌，更被人指罵「你爸殺了人」，因此一平有一段時期對父親存在反抗意識。直至一天，當兩人在一同在棒球打擊練習場裏揮棒時，一平看到父親沈默的背影，明白到「原來他才是最辛苦的」，並開始為父親的成就而自豪，兩人最後和好。
蟹江一平在與香川照之和淺野忠信拍攝2009年電影《劍岳 點之記》時，曾經在踏錯一步都會死掉的危險環境下演出；不過在同一部電影的另一場攝影中，一平跟淺野和香川兩名已婚人士談話後卻定下了「一定要結婚」的目標。

## 主要出演作品

### 舞台
青年座公演
- MANCHURIA－贋･川島芳子伝（新宿紀伊国屋ホール、2000年）
- 悔しい女（下北沢本多劇場、2001年）
- 赤シャツ（2003年）
- 乳房（2003年）
- 友達（2004年）

外部出演
- 東京原子核クラブ（2000年）
- 贋作・桜の森の満開の下（2001年）
- AOI（2003年）
- その河をこえて、五月（2005年）
- 十一匹のネコ（2012年）

### 電影
- 鈴蘭 (電視劇)（2000年、松竹）
- 光の雨（日语：光の雨 (映画)）（2001年、シネカノン（日语：シネカノン））
- 陽はまた昇る（日语：陽はまた昇る (映画)）（2002年、東映）
- ふくろう（日语：ふくろう (映画)）（2004年、近代映画協会＝シネマ・クロッキオ）
- 樹の海（日语：樹の海）（2005年、ビターズ・エンド）
- 東京タワー 〜オカンとボクと、時々、オトン〜（日语：東京タワー 〜オカンとボクと、時々、オトン〜 (映画)）（2007年、松竹）
- 陸に上がった軍艦（2007年、ピクチャーズネットワーク、映画初主演）
- 哀憑歌 〜CHI-MANAKO〜（日语：哀憑歌 〜CHI-MANAKO〜）（2008年）
- イエスタデイズ（日语：イエスタデイズ (映画)）（2008年）
- 劒岳 点の記（日语：劒岳 点の記）（2009年）飾演 山口久右衛門（測量隊人夫）
- はやぶさ 遥かなる帰還（日语：はやぶさ 遥かなる帰還）（2012年）
- マダム・マーマレードの異常な謎（日语：マダム・マーマレードの異常な謎）（東京電視台）
  - 出題編（2013年10月25日公開）

### 電視劇
- 火曜サスペンス劇場（日语：火曜サスペンス劇場）（日本電視台）
  - 地方記者・立花陽介（日语：地方記者・立花陽介）11・山陰出雲通信局（1998年）
  - 街の医者 神山治郎（日语：街の医者 神山治郎）2（2001年）飾演 田丸洋平
  - 監察医・室生亜季子（日语：監察医・室生亜季子）（2002年）
  - 身辺警護（日语：身辺警護 (テレビドラマ)）11（2002年）
- 弁護士高見沢響子（日语：弁護士高見沢響子）2（1999年、TBS系）
- 袖振り合うも（2000年、NHK）
- 五瓣の椿（日语：五瓣の椿）（2001年、NHK金曜時代劇（日语：木曜時代劇））
- 壬生義士伝〜新選組でいちばん強かった男〜（2002年、東京電視台系新春ワイド時代劇（日语：新春ワイド時代劇））
- 年下の男（日语：年下の男）（2003年、TBS系、第1話「娘の秘密、母の秘密」）
- 浅見光彦シリーズ 華の下にて（日语：浅見光彦シリーズ）（2004年、TBS系月曜ミステリー劇場（日语：月曜ミステリー劇場））
- 剣客商売（富士電視台）
  - 第5シリーズ（2004年、第2話「秘密」）飾演 政吉
  - スペシャル「女用心棒」（2006年）飾演 桶屋の太次郎
- 御宿かわせみ第二章（日语：御宿かわせみ）（2004年、NHK金曜時代劇（日语：木曜時代劇）、ゲスト出演）
- ドクター小石の事件カルテ（日语：ドクター小石の事件カルテ）（2004年、富士電視台系金曜エンタテイメント（日语：金曜エンタテイメント））
- 終りに見た街（日语：終りに見た街）（2005年、朝日電視台系）
- 黒いバッグの女（日语：黒いバッグの女）（2006年、朝日電視台系）
- 伝説の秋田犬 ハチ（日语：ハチ公物語）（2006年、日本電視台系DRAMA COMPLEX（日语：DRAMA COMPLEX））
- 結婚式へ行こう!（日语：結婚式へ行こう!）（2006年 - 2007年、TBS系愛の劇場（日语：愛の劇場））
- 月曜ゴールデン（日语：月曜ゴールデン） 弁護士高見沢響子（日语：弁護士高見沢響子）8（2006年11月6日、TBS）飾演 石川耕平巡査
- 水曜ミステリー9（日语：水曜ミステリー9）（東京電視台）
  - 多摩南署たたき上げ刑事・近松丙吉（日语：多摩南署たたき上げ刑事・近松丙吉）6 仰角の写真（2006年11月14日）
  - 農家の嫁は弁護士!神谷純子のふるさと事件簿（日语：農家の嫁は弁護士!神谷純子のふるさと事件簿）4 2009年2月18日）
  - 旅行作家・茶屋次郎（日语：旅行作家・茶屋次郎）10 箱根早川殺人事件（2012年9月19日）飾演 児玉雄平
  - 北海道警事件ファイル 警部補 五条聖子（日语：北海道警事件ファイル 警部補 五条聖子）1 過去からの脅迫者（2012年10月24日）飾演 木原敏也
  - 監察医・篠宮葉月 死体は語る（日语：監察医・篠宮葉月 死体は語る）14（2014年1月8日）飾演 三沢直也
- 30億円ダイヤ強奪!保険調査員村木修介の災難（2007年、日本電視台系火曜ドラマゴールド（日语：火曜ドラマゴールド））
- 旅館之嫁（2007年、NHK朝の連続テレビ小説）飾演 加賀美浩司
- 夫婦道（日语：夫婦道）（2007年、TBS系）飾演 お見合い相手
- 3年B組金八先生（2007年、TBS）飾演 湯山
- 潮風の診療所〜岬のドクター奮戦記〜（日语：潮風の診療所〜岬のドクター奮戦記〜）（2008年6月22日、富士電視台系）飾演 塩崎昌之
- さすらい署長 風間昭平（日语：さすらい署長 風間昭平）8 あずさ・松本城殺人事件（2008年7月2日、東京電視台系）飾演 高城元久
- 相棒 Season7（日语：相棒の登場人物） 第6話「希望の終盤」（2008年11月26日、朝日電視台系）飾演 将棋観戦記者・畑一樹
- 肉体の門（日语：肉体の門 (テレビドラマ)）(2008年12月27日 朝日電視台系）飾演 佐々木刑事
- 寧寧：女太閤記（2009年]]1月2日 東京電視台）飾演 副田甚兵衛（日语：副田吉成）
- 必殺仕事人2009 第19話「玉の輿」（2009年6月5日 朝日放送）飾演 喜助
- 土曜時代劇（日语：木曜時代劇 (NHK)） / オトコマエ!2（日语：オトコマエ!）　第2話（2009年9月12日、NHK）飾演 芳吉
- 坂上之雲（2009年11月29日 - 、NHK）
- スペシャルドラマ「花祭（日语：花祭 (2009年のテレビドラマ)）」（2009年10月3日、CBC/TBS）飾演 及川栄作
- 天地人（2009年10月25日 - 、NHK）飾演 本多正純
- その男、副署長（日语：その男、副署長）　第3シリーズ　File.6（2009年11月19日、朝日電視台系 / 東映）
- 赤かぶ検事 京都篇（日语：赤かぶ検事奮戦記） 第6話「宝くじ殺人事件」（2010年2月17日、TBS）飾演 阿木秀治
- 明日の光をつかめ（2010年、東海テレビ）
- 新・警視庁捜査一課9係 season2 第8話「歩く死体」 （2010年8月18日、朝日電視台）
- 人類学者・岬久美子の殺人鑑定（日语：人類学者・岬久美子の殺人鑑定）（2010年9月4日、朝日電視台、土曜ワイド劇場）飾演 鷹取優也
- てのひらのメモ（日语：てのひらのメモ）（2010年10月23日、NHK）飾演 和久田（裁判員）
- 坂上之雲 （2010年12月12日、NHK）飾演 飯田久恒（日语：飯田久恒）海軍大尉
- スペシャルドラマ さよなら、アルマ（日语：さよなら、アルマ）（2010年12月18日、NHK）飾演 工藤軍曹
- 浅見光彦シリーズ（日语：浅見光彦シリーズ）「棄霊島」（2011年5月6日・5月7日、富士電視台系金曜プレステージ（日语：金曜プレステージ）・土曜プレミアム（日语：土曜プレミアム））飾演 篠原一吉（若年期）
- おみやさん 第8シリーズ 第3話（2011年5月12日、朝日電視台系）飾演 宮村一茂
- 浅見光彦シリーズ（日语：浅見光彦シリーズ）「悪魔の種子」（2011年11月18日、富士電視台系金曜プレステージ（日语：金曜プレステージ））飾演 西見文明
- 陽だまりの樹（日语：陽だまりの樹）（2012年、NHK BS時代劇）飾演 西郷吉之助
- ハンチョウ〜警視庁安積班〜（日语：ハンチョウ〜警視庁安積班〜） 第9話（2012年6月4日、TBS）飾演 真壁秀樹
- 平清盛 第24話（2012年6月17日、NHK）飾演 原田種直（日语：原田種直）
- ヤメ検の女（日语：ヤメ検の女）3・検察を辞めた情熱弁護士!（2012年7月21日、朝日放送、土曜ワイド劇場）飾演 平山雄一
- そこをなんとか（日语：そこをなんとか） 第6話（2012年11月25日、NHK BSプレミアム）飾演 村松陽一
- おかしな刑事（日语：おかしな刑事）10・花笠まつり殺人事件（2013年4月16日、朝日電視台、土曜ワイド劇場）飾演 川村啓太
- 東京駅お忘れ物預り所（日语：東京駅お忘れ物預り所）7・南紀白浜〜特急くろしお号12分間の殺意!!（2014年4月12日、朝日電視台、土曜ワイド劇場）飾演 井山吾郎
- 監察官・羽生宗一（日语：監察官・羽生宗一）（2014年5月10日、朝日電視台、土曜ワイド劇場）飾演 武藤正彦
- Silent Poor（日语：サイレント・プア） 第8話（2014年5月27日、NHK）飾演 渡辺寛次

## 外部連結
- 劇團青年座網頁的個人檔案 （页面存档备份，存于）
- allcinema allcinema的蟹江一平資料 （页面存档备份，存于）